# Manoir d'Heurtevent
Le manoir de Heurtevent aussi appelé manoir de La Cour Thomas est un édifice situé à Heurtevent, en France.

## Localisation
Le monument est situé dans le département français du Calvados, à Heurtevent, commune déléguée parmi les 22 dont la fusion a créé le 1er janvier 2016 la commune nouvelle de Livarot-Pays-d'Auge.

## Historique
L'édifice est daté du XVIIe siècle et du XVIIIe siècle. Le commanditaire est sans doute Pierre Thomas, "conseiller du Roy, grènetier au grenier à sel de Livarot".
Deux logis sont construits à très peu de distance par le même commanditaire, La Cour Thomas et le manoir Jumeau, l'un orienté vers le nord et l'autre vers le sud.
Le manoir le plus ancien est daté 1671 et le second 1737. Une autre source indique deux constructions du XVIIIe siècle destinées par le commanditaire à ses deux fils.
Alors que le premier est bien entretenu, le second est en mauvaise posture jusqu'en 2001. Racheté à cette date, il fait l'objet d'importants travaux jusqu'en 2005.
L'élévation et la toiture du manoir sont inscrits au titre des Monuments historiques depuis le 18 février 1975.

## Architecture
Les logis respectent les principes du XVIIIe siècle. L'édifice est rectangulaire et possède deux niveaux, une toiture à pans coupés et la symétrie.
Le manoir possédait des communs, un pressoir et un étang. Chacun des deux logis possédait ses communs.
Il comporte une cave bâtie à la faveur de la pente du terrain. Des croisillons.  séparent les deux niveaux comme au manoir de Coupesarte.
Le logis nord compose avec les bâtiments de l'exploitation agricole une cour carrée. Il possède un hourdis de tuileau raffiné et également des lettres gravées dans la partie supérieure de la travée nord, ainsi que la date 1737.
Le logis sud est plus simple dans sa composition et dans la décoration, et postérieur au premier édifice.